# 朝倉為央
朝倉 為央（あさくら ためひろ、1687年 - 1753年）は江戸時代の地下官人。

## 概要
朝倉義景の6代孫を自称していた。寛保2年（1743年）12月24日に従六位下・左衛門少尉に叙任されている。
寛延3年（1750年）3月4日には従六位上に叙された。